# Piero di Cosimo

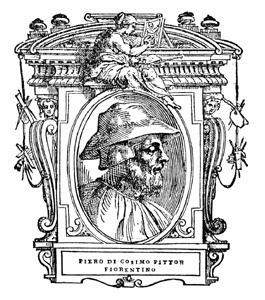
Piero di Cosimo Pittor Fiorentino. Illustration aus den Le Vite des Giorgio Vasari (1568)

Piero di Cosimo, so genannt nach seinem Lehrer Cosimo Rosselli, eigentlich: Piero di Lorenzo Ubaldini (* 2. Januar 1462 in Florenz; † 12. April 1521 ebenda), war ein italienischer Maler und Zeichner der Renaissance.

## Leben und Wirken

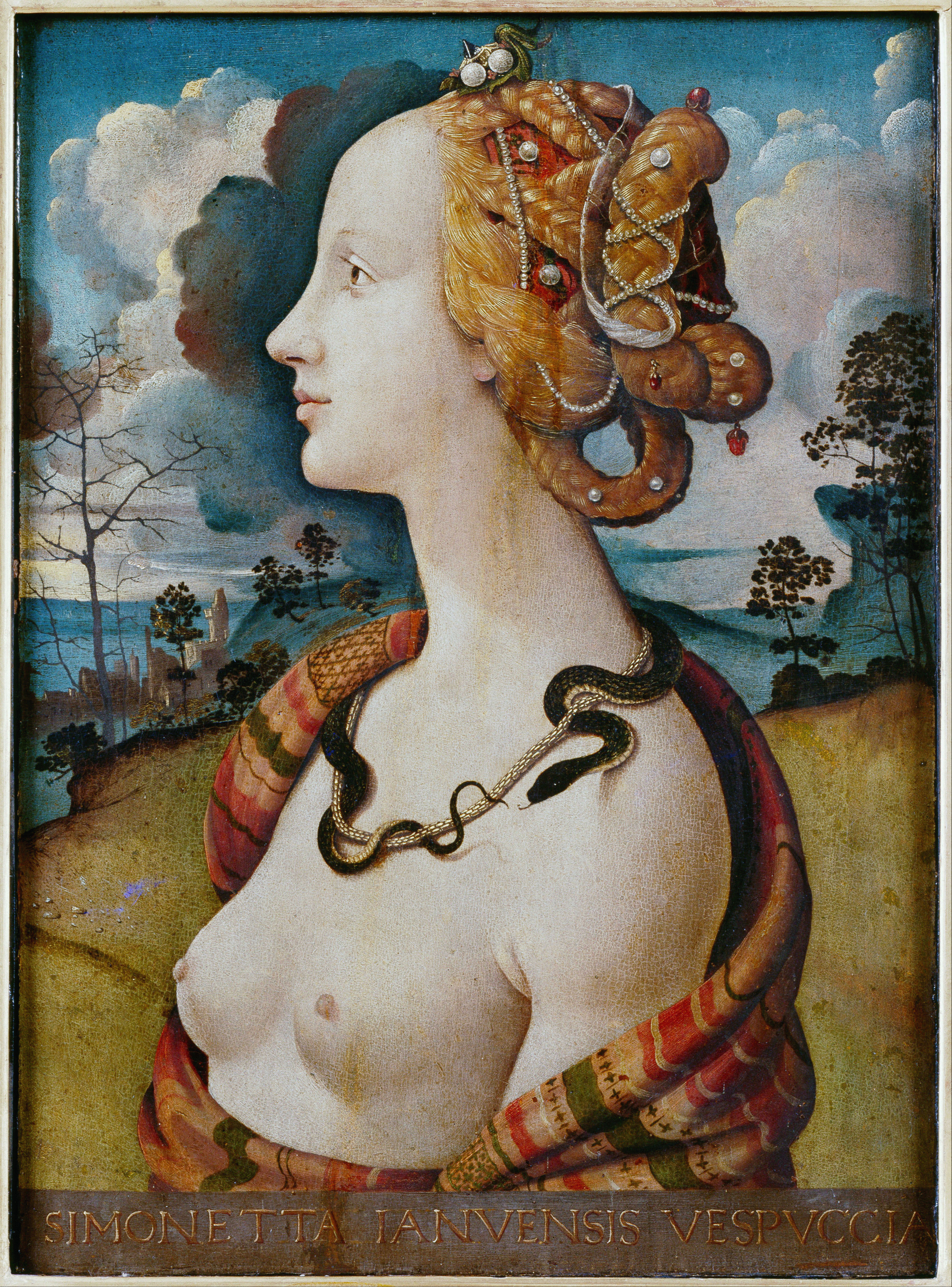
Porträt der Simonetta Vespucci

Der Besuch (Die Heimsuchung)

Piero di Cosimo war Sohn des Goldschmieds Lorenzo di Piero d’Antonio und Schüler und Gehilfe von Cosimo Rosselli, mit dem er zusammen in Rom an den Fresken “Der Durchzug durch das Rote Meer” und “Bergpredigt” in der Sixtinischen Kapelle gearbeitet hat. Über Pieros Leben gibt es nur wenig stichhaltige Informationen. Die Zuschreibungen seiner Werke sind oft umstritten.
In Cosimos Werk scheint sich die Entwicklung der Florentiner Malerei in der Zeit des Übergangs zwischen dem 15. und dem 16. Jahrhundert widerzuspiegeln. So sind Einflüsse von Filippino Lippi, Ghirlandaio, Luca Signorelli und Leonardo im Speziellen und der Mailänder Schule im Allgemeinen zu erkennen. Er selbst beeinflusste namhafte Künstler nachfolgender Perioden, darunter Andrea del Sarto, Jacopo da Pontormo, Franciabigio und andere hervorragende Meister.
Giorgio Vasari, der Kunstschriftsteller der Renaissance, beschrieb ihn als schwierigen und exzentrischen Menschen, als Einzelgänger. Unkonventionell sind auch seine mythologischen Bilder mit ihren oft ungewöhnlichen und ausgefallenen Themen. Seine interessantesten Schöpfungen sind einige mythologische Kompositionen (Geschichte des Perseus in den Uffizien zu Florenz, Venus, Amor und Mars in der Berliner Gemäldegalerie). Außer diesen Bildern malte er andere mit religiösen Motiven, eine Reihe von Altarbildern und Porträts. In seiner Malweise unterscheidet er sich von seinen Florentiner Zeitgenossen durch seine warmen Farben, eine an Leonardo geschulte Behandlung von Licht und Schatten und ein genaues Studium der Natur, verbunden mit einer Vorliebe für die Landschaftsmalerei.

## Werke (Auswahl)

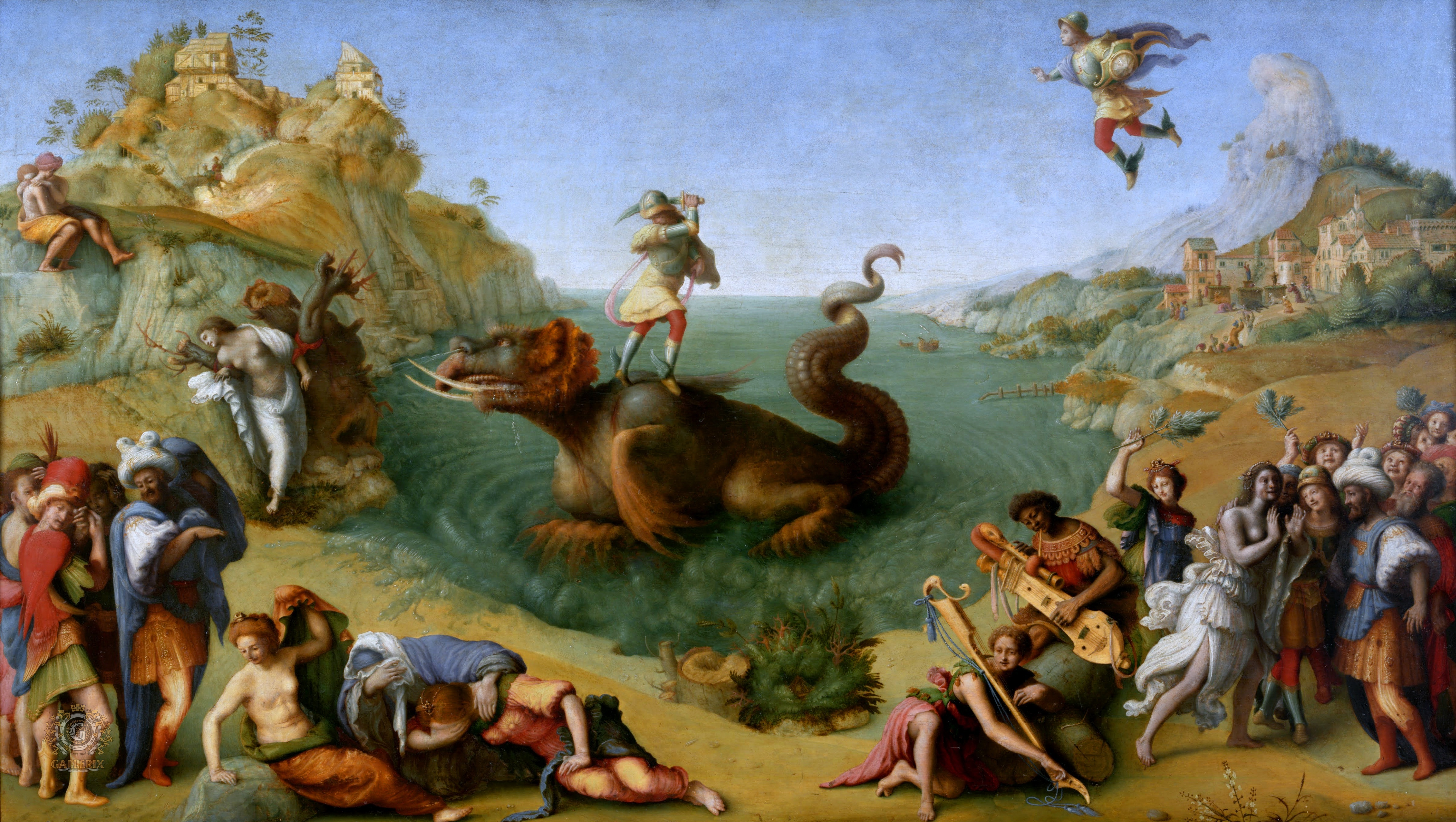
Piero di Cosimo – Die Befreiung der Andromeda

Keins der Bilder Piero di Cosimos ist eigenhändig datiert oder signiert.
- Porträts von Francesco Giamberti und Giuliano di Sangallo, 1482, Diptychon, Rijksmuseum Amsterdam,
- Venus, Mars und Amor, ~ 1505, Staatliche Gemäldesammlungen, Berlin

- Porträt der Simonetta Vespucci, Musée Condé, Chantilly
- Die hl. Familie mit Johannesknabe, Gemäldegalerie Alte Meister, Dresden; Tondo
- Perseus befreit Andromeda, ~ 1515, Uffizien, Florenz; Spalliera- oder Cassonebild
- Aus der Prometheus-Sage, ~ 1487–89, 2 Tafeln, Alte Pinakothek, München und Musée des Beaux-Arts, Straßburg

- Tod der Prokris, ~ 1488–1510, National Gallery, London
- Schlacht zwischen Lapithen und Kentauren, ~ 1500–1515, National Gallery, London; Spalliera- oder Cassonebild

- Szenen aus der Urgeschichte der Menschheit, Metropolitan Museum of Art, New York
- Maria mit Kind und einer Taube, die sog. Taubenmadonna, Louvre, Paris
- Maria mit Kind und dem Johannesknaben, Musée des Beaux-Arts, Straßburg